# Ємельянов Ігор Георгійович
Ємельянов Ігор Георгійович — український теріолог та еколог, академік НАН України, професор, доктор біологічних наук, заслужений діяч науки і техніки України, директор Національного науково-природничого музею НАН України, в. о. голови Українського теріологічного товариства НАН України, головний редактор двох журналів — Вісник Національного науково-природничого музею (з 2009 року) та «Збірник праць зоологічного музею» (з 2018 року).

## Біографічні відомості
Народився і навчався в Києві.
У 1970 р. закінчив Київський державний університет (кафедра зоології хребетних), після чого потрапив до аспірантури Інституту зоології імені Івана Шмальгаузена НАН України.

## Посади, членство в радах, комісіях, колегіях
В Інституті зоології з 1981 року очолював Відділ популяційної екології та біогеографії. Упродовж 1987—1993 років був заступником директора Інституту, а протягом 4-х років (1997—2000) — членом Експертної ради з біологічних наук ВАК України.
З 2004 р. — заступник академіка-секретаря Відділення загальної біології НАН України, входить до складу секції екології та захисту навколишнього середовища Комітету з державних премій України в галузі науки і техніки, Національного комітету України з програми ЮНЕСКО «Людина та біосфера».
Ігор Ємельянов — член редколегій багатьох журналів екологічного та біологічного спрямування — «Вісник зоології», «Праці Теріологічної школи», «Вісник Національного науково-природничого музею», а з 2018 р. і головний редактор журналу «Збірник праць зоологічного музею».
Є членом двох спецрад по захисту докторських дисертацій.
У березні 2018 року І. Г. Ємельянова обрано дійсним членом Національної академії наук України. З 2008 року - директор Національного науково-природничого музею НАН України. 

## Наукові доробки
Кандидатська дисертація присвячена дослідження еколого-морфологічних особливостей гризунів роду Microtus (полівка) на півдні України (захищена 1975 року).
Ігор Георгійович одним з перших в Україні почав розвивати підходи щодо дослідження та кількісної оцінки біорізноманіття як ключової особливості біосистем, його структурно-функціональної організації, ієрархічних рівнів біорізноманіття та підходів до його опису у формі інтегральних оцінок. Один з найвідоміших ейдологів України. Енцоклопедист.
Докторська дисертація має назву «Принципи структурно-функціональної організації та еволюція екосистем», представлена за спеціальністю «03.00.16 — Екологія» і захищена на спецраді при Інституті зоології НАН України 1994 року (Офіційні опоненти: акад. РАН, проф. В. Н. Большаков, акад. НАН України, проф. В. О. Топачевський, доктор біол. наук В. М. Епштейн). За її матеріалами 1999 року видано монографію «Разнообразие и его роль в функциональной устойчивости и эволюции экосистем».
Ігор Георгійович — автор та співавтор понад 170 наукових праць, у тому числі 10 монографій.

## Монографії та дисертації
- Межжерин В. А., Емельянов И. Г., Михалевич О. А. Комплексные подходы в изучении популяций мелких млекопитающих. — Киев: Наукова думка, 1991. — 204 с. (повний текст)[недоступне посилання] (pdf)
- Емельянов И. Г. Роль разнообразия в функционировании биологических систем [Архівовано 29 жовтня 2013 у Wayback Machine.]. — Киев: Институт зоол., 1992. — Препринт 92.6. — 64 с.
- Емельянов И. Г. Принципы структурно-функциональной организации и эволюция экосистем: Дис. … д-ра биол. наук: 03.00.08 / НАН Украины. — К., 1994. — 368 с.
- Емельянов И. Г. Разнообразие и его роль в функциональной устойчивости и эволюции экосистем. — Киев, 1999. — 168 с. (повний текст [Архівовано 3 листопада 2012 у Wayback Machine.])
- Ємельянов І. Г., Червоненко О. В., Гриценко В. П. та ін. Національний науково-природничий музей НАН України: Геологічний. Палеонтологічний. Зоологічний. Ботанічний. — К.: Горобець, 2012. — 176 с.

## Окремі праці

### 1975—1999
- Емельянов И. Г., Михалевич О А. Некоторые механизмы регуляции численности в популяции общественной полевки // Некоторые вопросы экологии и морфологии животных. — Киев: Наукова думка, 1975. — С. 16–18.
- Емельянов И. Г. Адаптивные изменения размеров общественных полевок // Биогеоценология, антропоген. изменения растит. покрова и их прогнозирование. — Киев: Наук. думка, 1978. — С. 112.
- Межжерин В. А., Емельянов И. Г., Михалевич О. А. О коэффициенте вариации, измеряющем популяционную изменчивость по многим признакам // Количественные методы в экологии животных. — Ленинград, 1980. — С. 89–90.
- Емельянов И. Г. О понятии «емкость среды» // Биогеоценологические исследования на Украине. — Львов, 1984. — С. 9–11.
- Крыжановский В. И., Емельянов И. Г. Класс млекопитающие // Топачевский В. А. (ред.). Природа Украинской ССР. Животный мир. — Киев : Наукова думка, 1985. — С. 197–234.
- Межжерин В. А., Емельянов И. Г., Михалевич О. А. Аспекты современной экологии и основные направления развития экологии млекопитающих на Украине // Вестник зоологии. — 1985. — № 4. — С. 3–14.
- Песков В. Н., Емельянов И. Г. Интегральная оценка организма по соотносительной развитости различных частей и органов в постэмбриональном развитии // Хомяковые фауны Украины. — Киев, 1987. — С. 3–16. — (Препринт / АН УССР, Ин-т зоологии; 87.2).
- Емельянов И. Г. Разнообразие и устойчивость биосистем // Успехи современной биологии. — 1994. — Том 114, вып. 3. — С. 304—318.
- Шеляг-Сосонко Ю. Р., Емельянов И. Г. Экологические аспекты концепции биоразнообразия // Екологія та ноосферологія. — 1997. — Том 3, № 1–2. — С. 131—140.
- Емельянов И. Г., Шеляг-Сосонко Ю. Р. Уровни биологического разнообразия и стратегия их сохранения // Збереження біорізноманітності в Україні. — Киев: Егем, 1997. — С. 32–33.
- Емельянов И. Г., Загороднюк И. В., Хоменко В. Н. Таксономическая структура и сложность биотических сообществ [Архівовано 29 жовтня 2013 у Wayback Machine.] // Екологія та ноосферологія. — 1999. — Том 8, № 4. — С. 6–18.

### 2000—2013
- Загороднюк І. В., Ємельянов І. Г. Вид в екології як популяційна система та як компонент біотичного угруповання [Архівовано 29 жовтня 2013 у Wayback Machine.] // Вісник Дніпропетровського ун-ту. Серія Біологія, Екологія. — 2003. — Випуск 11 (Том 1). — С. 8–13.
- Загороднюк І. В., Полуда А. М., Ємельянов І. Г. Фауна України: стан і заходи збереження [Архівовано 29 жовтня 2013 у Wayback Machine.] // Збереження і невиснажливе використання біорізноманіття України: стан та перспективи / За ред. Ю. Р. Шеляг-Сосонка. — Київ: Хімджест, 2003. — С. 38–72.
- Загороднюк І., Ємельянов І. Криптичне різноманіття ссавців у Східній Європі як віддзеркалення багатоманітності проявів виду [Архівовано 29 жовтня 2013 у Wayback Machine.] // Науковий вісник Ужгородського університету. Серія Біологія. — 2008. — Вип. 22. — С. 166—178.
- Коробченко М. А., Загороднюк І. В., Ємельянов І. Г. Підземні гризуни як життєва форма ссавців [Архівовано 29 жовтня 2013 у Wayback Machine.] // Вісник Національного науково-природничого музею. — Київ, 2010. — Том 8. — С. 5–32.
- Загороднюк І. В., І. Г. Ємельянов. Таксономія і номенклатура ссавців України // Вісник Національного науково-природничого музею. — 2012. — № 10. — С. 5-30.

## Визнання
Має низку відзнак. Серед них:
- «Золота медаль» АН УРСР для молодих вчених за найкращі наукові роботи в галузі природничих наук[7];
- Почесна грамота Верховної Ради України (2005 р.).
- Лауреат Державної премії України в галузі науки і техніки за 2015 рік за цикл праць «Наукові основи збереження та відновлення біотичного і ландшафтного різноманіття України в умовах змін навколишнього середовища»[8]